# Église Saint-Rémy de Brazey-en-Plaine
L'église Saint-Rémy est une église catholique située à Brazey-en-Plaine, en France.

## Localisation
L'église est située dans le département français de la Côte-d'Or, sur la commune de Brazey-en-Plaine.

## Description

### Mobilier
Elle compte également un ensemble de tableaux du XVIIe siècle dont sept sont classés ou inscrits à l'inventaire des monuments historiques.
L'orgue de chœur fut construit en 1864 par Jean-Frédéric Verschneider, pour l'église Saint-Denis de Nuits-Saint-Georges et acquis par la paroisse de Brazey-en-Plaine en 1879.

## Protection
L'église Saint-Rémy est classée au titre des monuments historiques par arrêté du 10 mars 1995.